# Struga Banska
Struga Banska falu Horvátországban, Sziszek-Monoszló megyében. Közigazgatásilag Dvorhoz tartozik.

## Fekvése
Sziszek városától légvonalban 42, közúton 59 km-re délre, községközpontjától 4 km-re északra a Báni végvidék déli részén, az Una bal partján, a Dvort Kostajnicával összekötő 47-es számú főút mentén fekszik.

## Története
A település neve a „struga” (folyómeder) főnévből származik. Betelepülésének előzményeként az 1683 és 1699 között felszabadító harcokban a keresztény seregek kiűzték a térségből a törököt és a török határ az Una folyóhoz került vissza. Ezután a Kordun területéről katolikus horvát, a török uralom alatt maradt Közép-Boszniából, főként a Kozara-hegység területéről és a Sana-medencéből  pravoszláv szerb családok érkeztek a felszabadított területekre. Az újonnan érkezettek szabadságjogokat kaptak, de ennek fejében határőr szolgálattal tartoztak. El kellett látniuk a várak, őrhelyek őrzését és részt kellett venniük a hadjáratokban. Struga benépesülése is a 17. században kezdődött, majd több hullámban a 18. században is folytatódott. 1696-ban a szábor a bánt tette meg a Kulpa és az Una közötti határvédő erők parancsnokává, melyet hosszas huzavona után 1704-ben a bécsi udvar is elfogadott. Ezzel létrejött a Báni végvidék (horvátul Banovina), mely katonai határőrvidék része lett. 1745-ben megalakult a Petrinya központú második báni ezred, melynek fennhatósága alá ez a vidék is tartozott.
1881-ben megszűnt a katonai közigazgatás és Zágráb vármegye Kostajnicai járásának része lett. 1857-ben 221, 1910-ben 342 lakosa volt. A 20. század első éveiben a kilátástalan gazdasági helyzet miatt sokan vándoroltak ki a tengerentúlra. 1918-ban az új szerb-horvát-szlovén állam, majd később Jugoszlávia része lett. A második világháború idején a Független Horvát Állam része volt. A háború után a béke időszaka köszöntött a településre. Enyhült a szegénység és sok ember talált munkát a közeli városokban. Ennek következtében újabb kivándorlás indult meg. Sok fiatal települt át a jobb élet reményében a városokba. A délszláv háború előestéjén lakosságának 94%-a horvát volt. A falu 1991. június 25-én a független Horvátország része lett. 1991. július 26-án elfoglalta a jugoszláv néphadsereg, majd a Krajinai Szerb Köztársasághoz része lett. A horvát lakosságot elűzték. 
 A falut 1995. augusztus 8-án a Vihar hadművelettel boszniai csapatok segítségével foglalta vissza a horvát hadsereg. 
 A szerb lakosság többsége elmenekült. 2011-ben 115 lakosa volt.

## Népesség
| Lakosság változása | Lakosság változása | Lakosság változása | Lakosság változása | Lakosság változása | Lakosság változása | Lakosság változása | Lakosság változása | Lakosság változása | Lakosság változása | Lakosság változása | Lakosság változása | Lakosság változása | Lakosság változása | Lakosság változása | Lakosság változása |
| ------------------ | ------------------ | ------------------ | ------------------ | ------------------ | ------------------ | ------------------ | ------------------ | ------------------ | ------------------ | ------------------ | ------------------ | ------------------ | ------------------ | ------------------ | ------------------ |
| 1857               | 1869               | 1880               | 1890               | 1900               | 1910               | 1921               | 1931               | 1948               | 1953               | 1961               | 1971               | 1981               | 1991               | 2001               | 2011               |
| 221                | 239                | 245                | 301                | 314                | 342                | 365                | 373                | 356                | 315                | 297                | 290                | 278                | 254                | 161                | 115                |

## Nevezetességei
Szent Anna kápolnája a honvédő háborúban elesett hősök emlékére épült 1995-ben.